# Chapelle de Lourdes de Sulzberg-Thal
La chapelle de Lourdes de Sulzberg-Thal (en allemand : Lourdeskapelle von Sulzberg-Thal) est une chapelle catholique située dans la commune de Sulzberg, dans le Land autrichien du Vorarlberg. Elle est protégée au titre des monuments historiques.

## Situation
La chapelle se trouve près de la limite nord du lieu-dit Thal dans la commune de Sulzberg.

## Histoire et architecture
La chapelle est érigée vers 1900. Elle possède un toit à deux versants et des fenêtres romanes. Elle abrite une grotte mariale en tuf volcanique protégée par une grille datant de l'époque de la construction de l'édifice. Les vitraux, les bancs de prière et les mosaïques du plancher sont richement décorés et datent également de la construction de la chapelle.